# Suídas (lexicógrafo)
Suidasera um lexicógrafo grego do século X. Legou um glossário, uma compilação que abrange muitos fragmentos vagos, mas de interesse na história literária, entre outros segmentos de obras de autores contemporâneos que não sobreviveram até hoje.
O glossário de Suidas era um híbrido entre um dicionário e uma enciclopédia propriamente dita. Ele descreveu em seu glossário etimologia, derivação e significado de cada uma das palavras segundo os critérios das autoridades no assunto como Harpocracion.